# João Lyra Tavares
João de Lyra Tavares (Goiana, 23 de novembro de 1871 — Rio de Janeiro, 30 de dezembro de 1930) foi um político brasileiro. O senador João Lyra Tavares foi uma das figuras mais emblemáticas da contabilidade no Brasil, tendo recebido o título de Patrono da Contabilidade Brasileira.

## Biografia
João de Lyra Tavares nasceu em Goiana, Pernambuco, filho de Feliciano de Lyra Tavares e Maria Rosalina de Albuquerque Vasconcelos. Aos três anos mudou-se com os pais para a cidade de Macaíba, no estado do Rio Grande do Norte. Cursou o secundário no Ginásio Rio-Grandense, trabalhando depois como contador, comerciante, professor e jornalista. Tornou-se promotor público e entrou para a política, sendo eleito deputado estadual em 1907. Foi senador pelo Rio Grande do Norte de 1915 a 1930, ano em que faleceu.
Residindo no Recife, capital do estado de Pernambuco, entre os anos de 1895 e 1902, foi guarda-livros e chefe de escritório em duas grandes firmas na época, a Lyra Tavares e Fabrício & Cia. Também se destacou como comerciante, fundou uma associação de guarda-livros e foi membro da Associação Comercial do Recife.
No período de sua permanência na Paraíba, entre os anos de 1902 a 1914, foi eleito deputado estadual e foi o relator das despesas e receitas do Estado.
Atuou amplamente na política, foi professor, historiador e economista, autor de obras. Em 1914, a convite do então ministro Rivadávia Corrêa, visitou a cidade do Rio de Janeiro, na época capital da República, onde participou de uma comissão responsável por estudar a reorganização da contabilidade do Tesouro Nacional.
No ano seguinte, João de Lyra Tavares foi eleito senador pelo Rio Grande do Norte, cargo que ocupou até o fim de sua vida. No Senado, foi membro eminente da Comissão de Finanças e sempre ressaltou os benefícios que a sociedade brasileira teria com o reconhecimento de uma classe de contadores públicos.
Pai de João Lyra Filho, patrono do Direito Desportivo no Brasil e ex-Reitor da Universidade da Guanabara (atualmente UERJ); de Roberto Lira, um dos maiores nomes do Direito Penal brasileiro e ex-Ministro da Educação; e do membro da Academia Brasileira de Letras, Aurélio de Lira Tavares.